# マルコ・ボリエッロ
マルコ・ボリエッロ（Marco Borriello、1982年6月18日 - ）は、イタリア・カンパニア州ナポリ出身のサッカー選手。ポジションはFW。元イタリア代表。

## 経歴

### クラブ
ACミランのプリマヴェーラ出身。セリエBのFCトレヴィーゾへレンタル移籍していた際に半年で10得点を挙げ2002年にミランへ復帰。プレシーズンマッチで得点を挙げ注目されたが、当時のチームにはアンドリー・シェフチェンコ、フィリッポ・インザーギ、ヨン・ダール・トマソン、リバウドなどの名選手がおり数多く在籍しており、出場機会を求めてエンポリFCに再びレンタル移籍。その後もレンタルでの生活が続き結果を出せずにいた。
2006年にカルチョ・スキャンダルに揺れて補強のままならない状態だったミランが控えとして買い戻したが11月11日に行われたASローマ戦後のドーピング検査で陽性反応が出て、半年の出場停止処分を受けシーズンを棒に振った。恋人の擁護（陽性は避妊薬の可能性を訴えた）などもあったが、裁定は覆らなかった。
2007年に共同保有の形でジェノアCFCに移籍すると初めてセリエAでレギュラーを掴みゴールを量産した。2008年2月6日のポルトガル戦で代表初出場も果たすとEURO2008の代表メンバーにも選出された。
2007-08シーズンのジェノアで19ゴールの結果を残し、2008-09シーズンからミランに復帰することが決まった。しかし怪我に苦しみ出場機会に得られずにいた。2009-10シーズンは一転してシーズン中盤から好調を維持し再びゴールを量産した。最終的には14ゴールを挙げてアレシャンドレ・パトやロナウジーニョらを抑えてチーム得点王となった。
2010年8月31日、レンタル移籍でASローマに加入した。クラウディオ・ラニエリ監督の下でゴールを量産したが、2011年2月22日にラニエリ監督が解任されてヴィンツェンツォ・モンテッラ監督に交代すると徐々に出場機会が減少した。しかし、34試合に出場して11得点の成績を収めた。活躍が認められて6月22日にローマに完全移籍。ローマ側が初めにレンタル料200万ユーロを払い、シーズン終了後に1000万ユーロを支払うことで権利を完全に買いとった。しかし、モンテッラ監督が退任し新たに就任したルイス・エンリケ監督の構想からは外れた。
2012年1月3日、ユヴェントスFCに半年間のレンタル移籍が決定。レンタル料は50万ユーロで800万ユーロの買取オプションつき。しかし、チャンスで決めきれずに13試合で2得点と振るわず無敗優勝のチームにおいて、それに貢献できない格好となった。
シーズン終了後にローマに戻ったが、ズデネク・ゼーマン新監督の下でも構想外となり、8月31日に古巣ジェノアにレンタル移籍。5季ぶりの古巣復帰となった。
2013-14シーズンはローマに復帰すると新監督のリュディ・ガルシアの下で準レギュラーとして活躍し、開幕連勝記録を更新したキエーヴォ戦では決勝点を挙げた。
しかしマッティア・デストロが復帰して以降出番が減り、2014年1月25日、出場機会を求め同胞のアントニオ・ノチェリーノと共にプレミアリーグのウェストハム・ユナイテッドFCにレンタル移籍した。
2015年2月2日、ジェノアCFCに完全移籍した。
2015年9月1日、クラブ史上初のセリエA昇格を果たしたカルピFCと1年契約を結んだ。2016年1月28日、アタランタBCへシーズン終了までの契約で移籍。
2016年8月5日、カリアリ・カルチョへ自由移籍で加入。2016-17シーズンには16得点を記録し、シーズン終了後に2019年まで契約を延長したが、クラブとの対立し退団した。
2017年8月19日、S.P.A.L.へ2年契約で加入。8月27日のウディネーゼ戦でゴールを挙げたが、このゴールによってセリエAの異なる12クラブにおいて得点を記録したこととなり、ニコラ・アモルーゾに並ぶ歴代最多記録となった。
2018年9月2日、スペイン3部のUDイビサへの加入がクラブから発表された。

### 代表
2010 FIFAワールドカップの代表候補に選出されたが、23人の本大会出場メンバーからは落選した。

## 特徴
体を張ったポストプレーが特徴のハードワーカーで、チャンスメイクやディフェンスなどプレーバリエーションが豊富な万能型ストライカーである。また左足のボレーを得意とする。

## 個人成績
| シーズン | クラブ                       | リーグ         | リーグ | リーグ | イタリア杯 | イタリア杯 | UEFACL・EL | UEFACL・EL | 期間通算 | 期間通算 |
| シーズン | クラブ                       | 大会           | 出場   | 得点   | 出場       | 得点       | 出場       | 得点       | 出場     | 得点     |
| -------- | ---------------------------- | -------------- | ------ | ------ | ---------- | ---------- | ---------- | ---------- | -------- | -------- |
| 2000-01  | ミラン                       | A              | 0      | 0      | -          | -          | -          | -          | 0        | 0        |
| 2001     | トリエスティーナ             | C2             | 9      | 1      | -          | -          | -          | -          | 9        | 1        |
| 2001-02  | トレヴィーゾ                 | C1             | 27     | 10     | -          | -          | -          | -          | 27       | 10       |
| 2002-03  | ミラン                       | A              | 3      | 0      | 2          | 1          | 1          | 0          | 6        | 1        |
| 2002     | エンポリ                     | A              | 12     | 1      | -          | -          | -          | -          | 12       | 1        |
| 2003-04  | ミラン                       | A              | 4      | 0      | 6          | 0          | 1          | 0          | 11       | 0        |
| 2004-05  | レッジーナ                   | A              | 30     | 2      | -          | -          | -          | -          | 30       | 2        |
| 2005-06  | サンプドリア                 | A              | 11     | 2      | 1          | 0          | 2          | 0          | 14       | 2        |
| 2006     | トレヴィーゾ                 | A              | 20     | 5      | -          | -          | -          | -          | 20       | 5        |
| 2006-07  | ミラン                       | A              | 9      | 1      | 2          | 2          | 3          | 0          | 14       | 3        |
| 2007-08  | ジェノア                     | A              | 35     | 19     | 2          | 0          | -          | -          | 37       | 19       |
| 2008-09  | ミラン                       | A              | 7      | 1      | -          | -          | 1          | 1          | 8        | 2        |
| 2009-10  | ミラン                       | A              | 29     | 14     | 1          | 0          | 5          | 1          | 35       | 15       |
| 2010     | ミラン                       | A              | 1      | 0      | 0          | 0          | 0          | 0          | 1        | 0        |
| 2010-11  | ローマ                       | A              | 34     | 11     | 4          | 2          | 8          | 4          | 46       | 17       |
| 2011-12  | ローマ                       | A              | 7      | 0      | -          | -          | 1          | 0          | 8        | 0        |
| 2012     | ユヴェントス                 | A              | 13     | 2      | 4          | 0          | -          | -          | 17       | 2        |
| 2012-13  | ジェノア                     | A              | 28     | 12     | -          | -          | -          | -          | 28       | 12       |
| 2013-14  | ウェストハム・ユナイテッドFC | プレミアリーグ | -      | -      | -          | -          | -          | -          | -        | -        |
| 合計     | 合計                         | 合計           | 279    | 81     | 22         | 5          | 22         | 6          | 323      | 92       |

## タイトル
ミラン
- セリエA : 2003-04
- UEFAチャンピオンズリーグ : 2006-07
- UEFAスーパーカップ : 2003

ユヴェントス
- セリエA : 2011-12